# Idaea marmorata
Idaea marmorata là một loài bướm đêm trong họ Geometridae.